# Sinodo di Francoforte
Il Concilio di Francoforte o Sinodo di Francoforte fu un sinodo che si tenne a Francoforte sul Meno nell'anno 794.

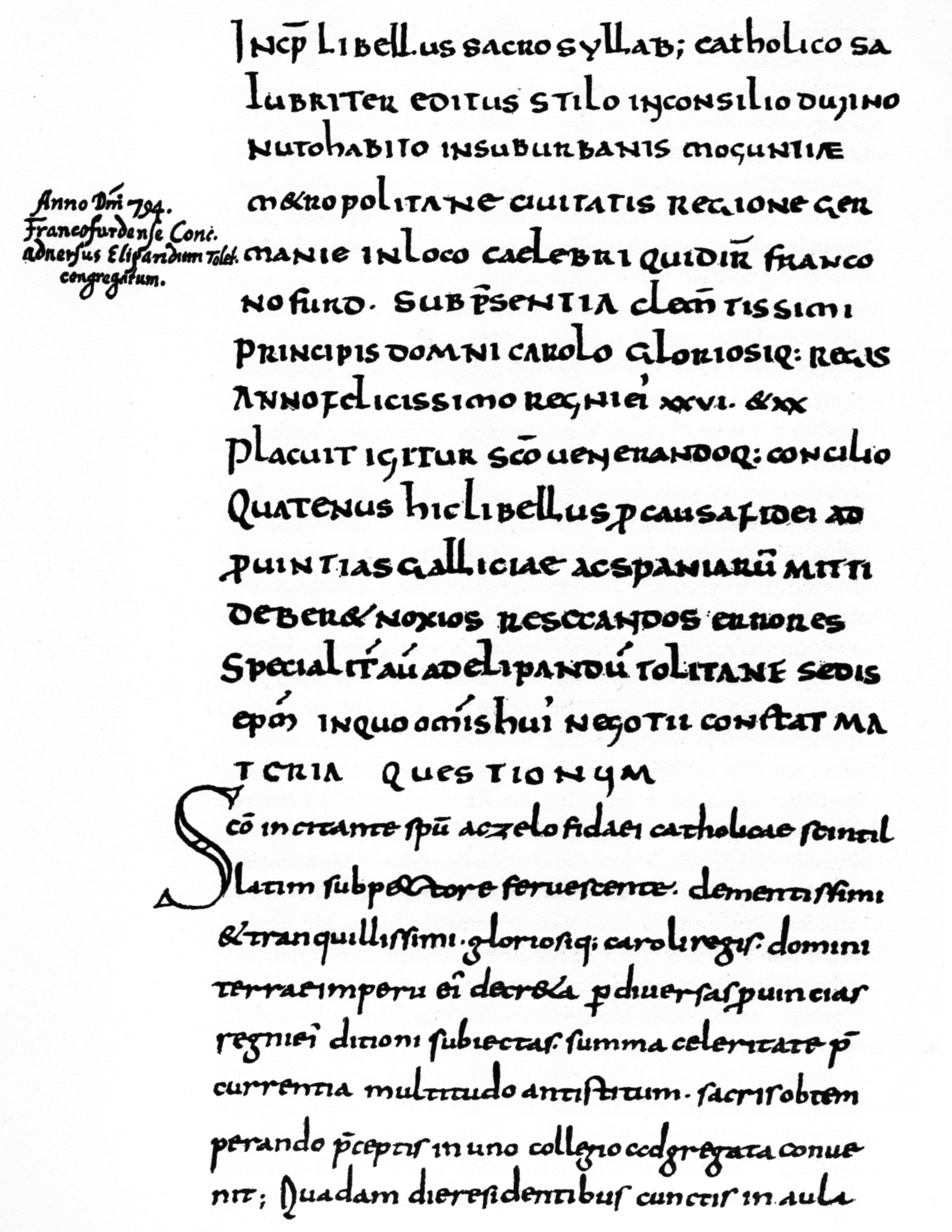
Menzione di Francoforte nel Libellus sacrosyllabus di Paolino di Aquileia, anno 794.

## Contesto storico
Nel 726 l'Imperatore d'Oriente Leone III ordinò la distruzione delle immagini sacre in tutto l'Impero, in quanto erano a suo dire idolatre. La distruzione delle immagini sacre (iconoclastia) trovò però contraria parte della popolazione dell'Impero, suscitando rivolte in Italia e nell'Ellade e favorendo l'espansionismo longobardo nella penisola italiana. Anche il Papa si schierò contro l'iconoclastia, con il risultato che l'Imperatore inviò dei sicari ad assassinarlo senza successo.
Nel 754 il figlio di Leone III, Costantino V, convocò un concilio a Hieria in cui costrinse i vescovi radunatisi a condannare il culto delle immagini, sostenendo che chi adorava le immagini cadeva sia nell'eresia nestoriana sia in quella monofisita. In seguito al concilio le immagini sacre nelle chiese vennero distrutte e sostituite con quelle profane (ad esempio scene di caccia) e ben presto, negli ultimi anni di regno di Costantino V, venne avviata una violenta persecuzione contro i monaci, accusati di essere contrari all'iconoclastia.
Sotto il successore di Costantino V, Leone IV, la persecuzione si attenuò grazie all'influenza dell'Imperatrice Irene, segretamente iconodula (ovvero adoratrice delle immagini). Proprio Irene, reggendo l'Impero in nome del figlioletto Costantino VI, convocò a Nicea un concilio che abolì l'iconoclastia restaurando il culto delle immagini (787).

## Il Sinodo di Francoforte
La traduzione latina degli atti del concilio di Nicea che venne letta a Carlo Magno conteneva però errori di traduzione e persuase Carlo Magno che i Bizantini fossero caduti nell'errore opposto, cioè nella venerazione eccessiva delle immagini. Nei Libri Carolini dunque il re dei Franchi e dei Longobardi si scagliò sia contro l'iconoclastia sia contro il concilio di Nicea, essendo convinto che le immagini religiose non andassero né venerate né distrutte, come aveva sostenuto in passato Papa Gregorio Magno.
Papa Adriano I cercò di convincere il re franco ad accettare il concilio di Nicea ma Carlo rimase irremovibile e anzi riuscì a convincere il pontefice a convocare un sinodo a Francoforte nel 794 in cui venne condannato, alla presenza di due inviati del Papa, il culto delle immagini che il Concilio di Nicea aveva definito il dovere di ogni cristiano.
La concessione fatta dal Papa al re franco era dovuta al fatto che egli vedesse in Carlo un alleato, mentre i rapporti con i Bizantini erano ormai troppo compromessi: la parte della lettera di Papa Adriano inviata al Concilio di Nicea in cui il Papato rivendicava la giurisdizione sull'Illirico e sull'Italia meridionale, trasferite al patriarcato di Costantinopoli dagli Imperatori iconoclasti, e riaffermava il primato di Roma sul patriarca non venne proprio letta e tagliata dalla traduzione in greco. Così, a dire di Ostrogorsky, «il Papato era stato estromesso dall'Oriente, come l'Imperatore bizantino era stato estromesso dall'Occidente» e infatti il Papa decise di disconoscere l'Imperatore d'Oriente come Imperatore dei Romani, dando tale titolo a Carlo Magno nel natale dell'anno 800.